# Вулкан издаваштво
Вулкан издаваштво је српска издавачка кућа са седиштем у Београду. Основана је 2013. године спајањем две издавачке куће — Алнари и Моно и Мањана.
Посебну пажњу придаје популарнијим жанровима као што су епска фантастика, трилери и популарна психологија. Такође објављује дела српских књижевника, те Вулкан објављује дела књижевника као што су Миодраг Мајић, Душан Микља, Гордана Куић и други. Такође издаје дела Иве Андрића, Меше Селимовића, Милоша Црњанског, Борисава Станковића, Николаја Велимировића и других.